# J. H. C. Whitehead
Pour les articles homonymes, voir Whitehead.
John Henry Constantine Whitehead, né le 11 novembre 1904 à Madras en Inde et mort le 8 mai 1960 à Princeton dans le New Jersey, connu sous le prénom d'Henry, est un mathématicien britannique qui fut un des fondateurs de la théorie de l'homotopie. C'est le neveu d'Alfred North Whitehead.

## Biographie
Il a grandi à Oxford, fait ses études au Eton College et au Balliol College de l'université d'Oxford, en mathématiques. Après une année de travail comme courtier, il commence en 1929 à Princeton une thèse sur la géométrie différentielle sous la direction d'Oswald Veblen. Il a aussi travaillé avec Lefschetz. Il est devenu membre du Balliol College en 1933. Pendant la Seconde Guerre mondiale, il a travaillé sur la recherche opérationnelle pour la guerre sous-marine. Il est devenu professeur à Oxford en 1947. Il a fondé la revue Topology.
Sa définition des CW-complexes fournit un cadre désormais standard pour la théorie de l'homotopie. Il a introduit l'idée de théorie homotopique simple, développée plus tard en relation avec la K-théorie algébrique. Le produit de Whitehead (en) est une opération en théorie de l'homotopie. Le problème de Whitehead (en) pour les groupes abéliens a été résolu par Saharon Shelah (par l'indécidabilité).
En géométrie et topologie, ses recherches sur la conjecture de Poincaré ont mené à la création des variétés de Whitehead.
On lui doit la définition de la notion de module croisé (en).

## Source
- (en) Cet article est partiellement ou en totalité issu de l’article de Wikipédia en anglais intitulé « J. H. C. Whitehead » (voir la liste des auteurs).

## Distinctions
- 1948 : Prix Senior Berwick